# خوش برگشتید
خوش برگشتید (به هندی: Welcome Back) فیلمی محصول سال ۲۰۱۵ و به کارگردانی آنیس بازمی است. در این فیلم بازیگرانی همچون آنیل کاپور، نانا پاتیکار، دیمپل کاپادیا، جان آبراهام، شروتی حسن، شاینی آهوجا، آنکیتا شیراستاو، پارش راوال، نصیرالدین شاه ایفای نقش کرده‌اند.
این فیلم دنباله فیلم خوش آمدید است.